# Hendrik Savelberg
Hendrik Marie August Savelberg (Heerlen, 13 februari 1865 - Den Haag, 26 januari 1931) was een Nederlands jurist en vicepresident van de Hoge Raad der Nederlanden.
Savelberg werd geboren te Heerlen als zoon van Mathias Joseph Savelberg, burgemeester van Heerlen van 1869 tot 1894, en Caroline van Oppen. Hij studeerde rechten aan de Universiteit Utrecht van 1880 tot 1885; op 17 december 1885 promoveerde hij daar op De krediethypotheek. Na zijn studie werd hij advocaat te Maastricht. Op 11 juli 1899 trouwde hij te Bilsen (België) met Maria Josephina Mathilde Hauben. In 1893 werd Savelberg naast zijn werk als advocaat kantonrechter-plaatsvervanger bij het kantongerecht Maastricht en in 1898 rechter-plaatsvervanger bij de Rechtbank Maastricht. Vanaf 1907 werd hij voltijds rechter bij diezelfde rechtbank.
Op 7 april 1913 werd Savelberg op de aanbeveling geplaatst voor benoeming in de Hoge Raad, ter vervulling van een vacature die was ontstaan door het vertrek van Eugenius Willem Guljé. Savelberg stond op de vijfde plaats van de aanbeveling; vóór hem kwamen jhr. Rh. Feith, H.C. Dresselhuys, L.E. Visser en L.Ch. Besier. De Tweede Kamer plaatste Savelberg echter bovenaan de voordracht en de benoeming volgde op 7 mei 1913. Na de benoeming van Augustus Fentener van Vlissingen tot president van de Hoge Raad in december 1930 volgde Savelberg hem op als vicepresident; hij overleed echter reeds een maand later op 65-jarige leeftijd.